# Öster-Harvattnet
Öster-Harvattnet är en sjö i Krokoms kommun i Jämtland och ingår i Indalsälvens huvudavrinningsområde. Sjön har en area på 0,186 kvadratkilometer och ligger 421 meter över havet. Sjön avvattnas av vattendraget Laxsjöån.

## Delavrinningsområde
Öster-Harvattnet ingår i det delavrinningsområde (708227-145054) som SMHI kallar för Utloppet av Öster-Harvattnet. Medelhöjden är 444 meter över havet och ytan är 4,37 kvadratkilometer. Räknas de 2 avrinningsområdena uppströms in blir den ackumulerade arean 18,15 kvadratkilometer. Laxsjöån som avvattnar avrinningsområdet har biflödesordning 3, vilket innebär att vattnet flödar genom totalt 3 vattendrag innan det når havet efter 254 kilometer. Avrinningsområdet består mestadels av skog (93 procent). Avrinningsområdet har 0,19 kvadratkilometer vattenytor vilket ger det en sjöprocent på 4,2 procent.